# Culicoides pseudostigmatus
Culicoides pseudostigmatus är en tvåvingeart som beskrevs av Tokunaga 1959. Culicoides pseudostigmatus ingår i släktet Culicoides och familjen svidknott. Inga underarter finns listade i Catalogue of Life.